# Novi Bezradîci, Obuhiv
Novi Bezradîci (în ucraineană Нові Безрадичі) este un sat în comuna Stari Bezradîci din raionul Obuhiv, regiunea Kiev, Ucraina. În secolul al XIX-lea, satul făcea parte din volostul Velîki Dmîtrovîci, uezdul Kiev.

## Demografie
Componența lingvistică a localității Novi Bezradîci
     Ucraineană (97,04%)
     Rusă (2,63%)
Conform recensământului din 2001, majoritatea populației localității Novi Bezradîci era vorbitoare de ucraineană (97,04%), existând în minoritate și vorbitori de rusă (2,63%).